# Alanya (district)
Alanya is een Turks district in de provincie Antalya en telt 226.236 inwoners (2007). Het district heeft een oppervlakte van 1598,5 km². Hoofdplaats is Alanya.
De bevolkingsontwikkeling van het district is weergegeven in onderstaande tabel.
| 1997    | 2000    | 2007    |
| ------- | ------- | ------- |
| 222.028 | 257.671 | 226.236 |